# London Bees
London Bees è un club inglese di calcio femminile di Londra.
Fondato nel 1975 come District Line Ladies FC, ha cambiato denominazione diverse volte nel corso degli anni; è ufficialmente affiliato come squadra femminile del Barnet ed è noto con l'attuale nome dall'iscrizione al nuovo campionato di FA Women's Super League 2 nel 2014.

## Storia
Il club venne fondato nel 1975 come District Line Ladies FC, denominazione che mantenne fino e che si legarono al Wembley nel 1993 per diventare Wembley Ladies FC. Nel 1997 il club si trasferì a giocare sul terreno di gioco del Hanwell Town, mantenendo tuttavia il nome di Wembley Ladies. Dal 1998 il club divenne affiliato al Barnet, fondendosi con l'attuale Barnet Ladies FC della Greater London League per formare il Barnet FC Ladies.

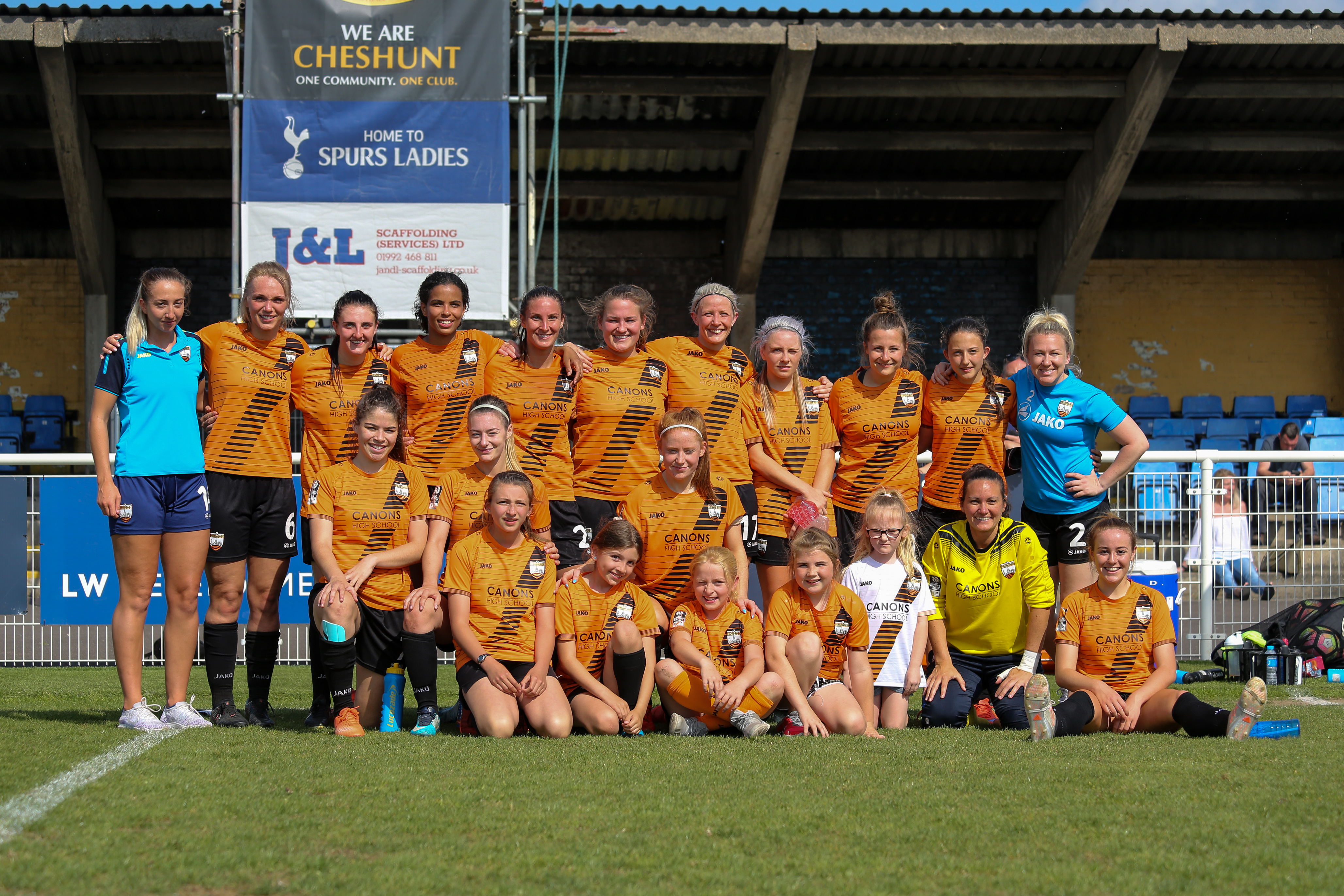
London Bees team with their player escorts in May 2018 dopo l'incontro con il.

Nel marzo 2010 Barnet FC Ladies si propose senza successo come fondatrice della nuova FA Women's Super League. Il tentativo andò a buon fine nel 2013, riuscendo ad iscriversi al nuovo campionato di FA Women's Super League 2 per la stagione 2014.
Nella stagione estiva FA WSL del 2016 il London Bees è diventato il primo club di WSL 2 a raggiungere le semifinali della FA WSL Cup, dopo le importanti vittorie contro il Chelsea ai tiri di rigore e con lo Sheffield nei quarti di finale, successivamente sconfitti in semifinale dal Birmingham City. 

## Palmarès
- FA Women's Premier League Southern Division: 2

1992-1993 (come District Line), 2009-2010 (come Barnet F.C. Ladies)
- FA Women's Premier League Cup: 2

1995-1996 (come Wembley Ladies), 2010-2011

## Organico

### Rosa 2018-2019
Rosa, ruoli e numeri di maglia estratti dal sito societario aggiornati al 29 dicembre 2018.
| N. |                        | Ruolo | Calciatrice               |
| -- | ---------------------- | ----- | ------------------------- |
| 1  | Inghilterra (bandiera) | P     | Sarah Quantrill           |
| 2  | Inghilterra (bandiera) | D     | Annabel Johnson           |
| 3  | Inghilterra (bandiera) | D     | Ellie Wilson              |
| 4  | Inghilterra (bandiera) | C     | Destiney Toussaint        |
| 5  | Inghilterra (bandiera) | D     | Danielle Lea              |
| 6  | Inghilterra (bandiera) | D     | Rosie Lane (vicecapitano) |
| 7  | Inghilterra (bandiera) | A     | Lucy Loomes               |
| 9  | Inghilterra (bandiera) | A     | Katie Wilkinson           |
| 10 | Irlanda (bandiera)     | A     | Ruesha Littlejohn         |
| 11 | Inghilterra (bandiera) | C     | Paula Howells             |
| 12 | Inghilterra (bandiera) | C     | Lauren Pickett            |

| N. |                        | Ruolo | Calciatrice     |
| -- | ---------------------- | ----- | --------------- |
| 13 | Inghilterra (bandiera) | C     | Taylor O'Leary  |
| 14 | Inghilterra (bandiera) | A     | Tricia Gould    |
| 15 | Inghilterra (bandiera) | D     | Ocean Rolandsen |
| 16 | Inghilterra (bandiera) | C     | Nicola Gibson   |
| 18 | Inghilterra (bandiera) | C     | Brooke Nunn     |
| 19 | Scozia (bandiera)      | C     | Kelsey Gibson   |
| 20 | Inghilterra (bandiera) | A     | Connie Forman   |
| 22 | Inghilterra (bandiera) | D     | Mollie Dench    |
| 23 | Inghilterra (bandiera) | C     | Merrick Will    |
| 33 | Inghilterra (bandiera) | D     | Rachel Unitt    |